# Ermenegildo Pellegrinetti
Ermenegildo Pellegrinetti, né le 27 mars 1876 à Camaiore en Toscane, Italie, et mort le 29 mars 1943 à Rome, est un cardinal italien du XXe siècle et un diplomate du Saint-Siège.

## Biographie
Ermenegildo Pellegrinetti naît à Camaiore, et étudie au séminaire de Lucques, puis à l'Académie pontificale Saint-Thomas-d'Aquin de Rome, puis à l'athénée Saint-Apollinaire et enfin à l'école de diplomatie et de paléographie du Vatican.
Il est ordonné à la prêtrise le 24 septembre 1898 et il poursuit son travail pastoral à Lucques. Il y enseigne au séminaire jusqu'en 1917. En 1917-1918, il est chapelain militaire, puis il devient le secrétaire particulier d'Achille Ratti (futur Pie XI), nouveau nonce de la Pologne devenue indépendante. Il est au grade d'auditeur de 1919 à 1922 (année de l'élection au siège de saint Pierre de Pie XI). Le pape le nomme prélat de Sa Sainteté, le 22 février 1922.
Il est nommé archevêque titulaire d'Adana (de) le 24 mai 1922 et envoyé une semaine après comme nonce apostolique en Yougoslavie (en). Il reçoit en l'église Santa Maria in Campitelli sa consécration épiscopale le 18 juin suivant du cardinal Gasparri, secrétaire d'État, assisté de Giovanni Maria Zonghi et de Giovanni Volpi, évêque émérite de Lucques. Pie XI lui voue une confiance totale. Il l'envoie comme légat pontifical au congrès eucharistique national de Zagreb qui se tient le 30 juillet 1930. Pellegrinetti négocie un concordat entre le royaume de Yougoslavie et le Saint-Siège dans la ligne des nombreux concordats voulus par le pape. Cependant le parlement yougoslave refuse de ratifier ce concordat, à cause de l'opposition de la communauté orthodoxe serbe et de la tenue de manifestations hostiles. Pie XI le créé cardinal au consistoire du 13 décembre 1937. Il participe au conclave de 1939, à l'issue duquel Pie XII est élu.
Il meurt à Rome à l'âge de soixante-sept ans. Il est enterré à la collégiale de Camaiore.

## Succession apostolique
Ermenegildo Pellegrinetti a ordonné les évêques suivants :
- Évêque Janez Franciszek Gnidovec (pl), C.M. (1924)
- Archevêque Ivan Rafael Rodić (en), O.F.M. (1924)
- Évêque Lajčo Budanović (pl) (1927)

## Écrits
- (it) Ermenegildo Pellegrinetti, Vincenzo Pallotti : un apostolo di Roma, Rome, Reale Istituto di Studi Romani, 1942
- (it) Pietro Guidi et Ermenegildo Pellegrinetti, Inventari del vescovato, della cattedrale e di altre chiese di Lucca, Rome, éd. Poliglotta Vaticana, 1921
- (it) Journal 1916-1922, publié en 1994 par les archives secrètes du Vatican (I diari del cardinale Ermenegildo Pellegrinetti, 1916-1922), 334 pages